# Denean Howard
Denean Howard (Sherman, 5 oktober 1964) is een atleet uit de Verenigde Staten van Amerika.
Op de Olympische Zomerspelen 1984 in Los Angeles liep Denean Howard in de kwalificaties met het Amerikaanse estafette-team op de 4x400 meter. In de finale liep haar zus Sherri Howard naar een gouden medaille, Denean werd zelf niet opgesteld.
Vier jaar later op de Olympische Zomerspelen van Seoel liep haar zus Sherri in de voorrondes, en liep Denean Howard in de finale met het Amerikaans estafette-team naar een zilveren medaille. Ook liep ze de individuele 400 meter, waar ze als zesde in de finale eindigde.
Op de Olympische Zomerspelen 1992 in Barcelona behaalde ze wederom een zilveren medaille op de 4x400 meter estafette.

## Privé
Denean is de zus van Olympisch kampioene Sherri Howard. Ze trouwde met Olympisch bokser Virgil Hill.
- World Athletics: 14313000